# Biggerann
Biggerann (auch: Arbwa Island, Arubai Island, Arubai-tō) ist eine Insel des Kwajalein-Atolls in der Ralik-Kette im ozeanischen Staat der Marshallinseln (RMI).

## Geographie
Das Motu liegt im nördlichen Riffsaums des Atolls zwischen Maj und Etcharai in einem Riffabschnitt, in dem die Motu weiter auseinanderliegen. Biggerann ist sowohl nach Westen als auch nach Osten mindestens 5 km vom nächstgelegenen Motu entfernt. Die langgezogene Insel ist selbst ca. 1,2 km lang.

## Klima
Das Klima ist tropisch heiß, wird jedoch von ständig wehenden Winden gemäßigt. Ebenso wie die anderen Orte der Kwajalein-Gruppe wird Biggerann gelegentlich von Zyklonen heimgesucht.